# مايكل بلودزون
مايكل بلودزون (بالدنماركية: Michael Blaudzun)‏ مواليد 30 أبريل 1973 في الدنمارك، دراج دانمركي سابق في صنف سباق الدراجات على الطريق. سبق أن شارك في دورة الألعاب الأولمبية الصيفية.

## سجل النتائج

### سباقات أو مراحل فاز بها
- طواف فرنسا
- طواف إسبانيا

## الميداليات
| الميدالية | المسابقة                       |
| --------- | ------------------------------ |
| فضية      | الألعاب الأولمبية الصيفية 2000 |

## روابط خارجية
- مايكل بلودزون على موقع الاتحاد الدولي للدراجات (الإنجليزية)
- مايكل بلودزون على موقع أرشيف الدراجات (الإنجليزية)
- مايكل بلودزون على موقع إحصائيات الدراجات الإحترافية (الإنجليزية)
- مايكل بلودزون على موقع نسبة الدراجات (الإنجليزية)
- مايكل بلودزون على موقع CycleBase (الإنجليزية)